# George Thomas Rudd

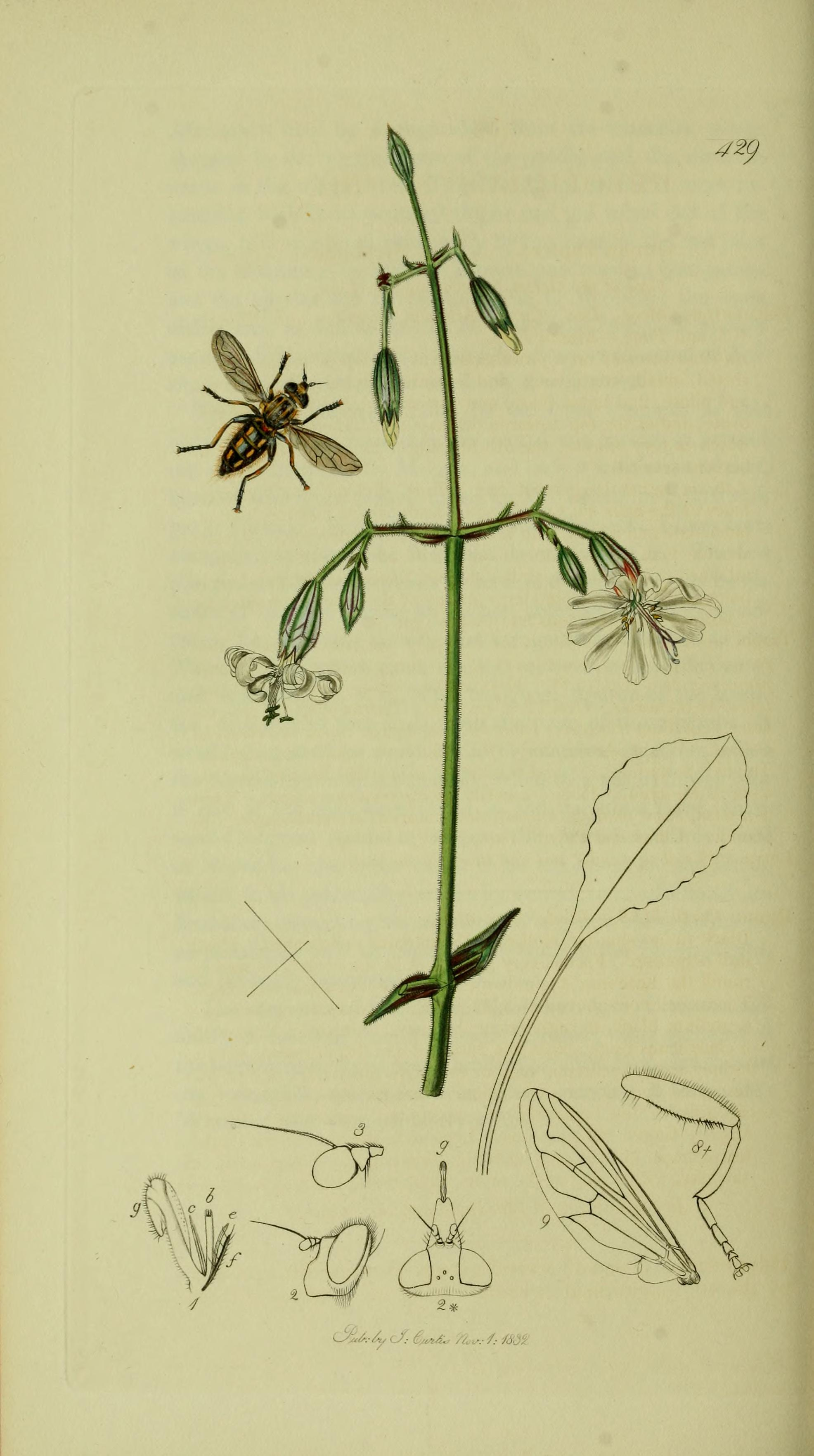
Helophilus ruddii en blomfluga uppkallad efter Rudd i British Entomology.

George Thomas Rudd  född 1794 eller 1795, troligtvis i Yorkshire, död den 4 mars 1847 i London var en engelsk entomolog som huvudsakligen var intresserad av skalbaggar.
Rudd föddes troligen i North Yorkshire 1794 eller 1795. Han studerade vid St John's College, University of Cambridge där han tog en B.A. senast 1818 och en M.A. senast 1821. Han vigdes till diakon 1818 och till präst 1819 av biskopen i Salisbury, John Fisher. Han verkade som kyrkoadjunkt i Horsted Keynes (West Sussex) från 1818, i Shipton Bellinger (Hampshire) från 1819 och i Kimpton, Hampshire från 1821. Han utsågs till kyrkoherde i Sockburn (North Yorkshire) 1833, där han bodde på Worsall Hall nära Yarm i ett antal år.. Hans skalbaggsfynd rapporteras av James Francis Stephens, John Curtis och Alexander Henry Haliday, och han samlade insekter tillsammans med George Samouelle i Wiltshire. Han var fellow i Linnean Society och var en av grundarna av Entomological Society of London, senare Royal Entomological Society, 1833. Han dog i London den 4 mars 1847 vid en ålder av 52 år.
Hans insektssamling, G. T. Rudd Collection, finns på Yorkshire Museum i York.